# 烏恰河

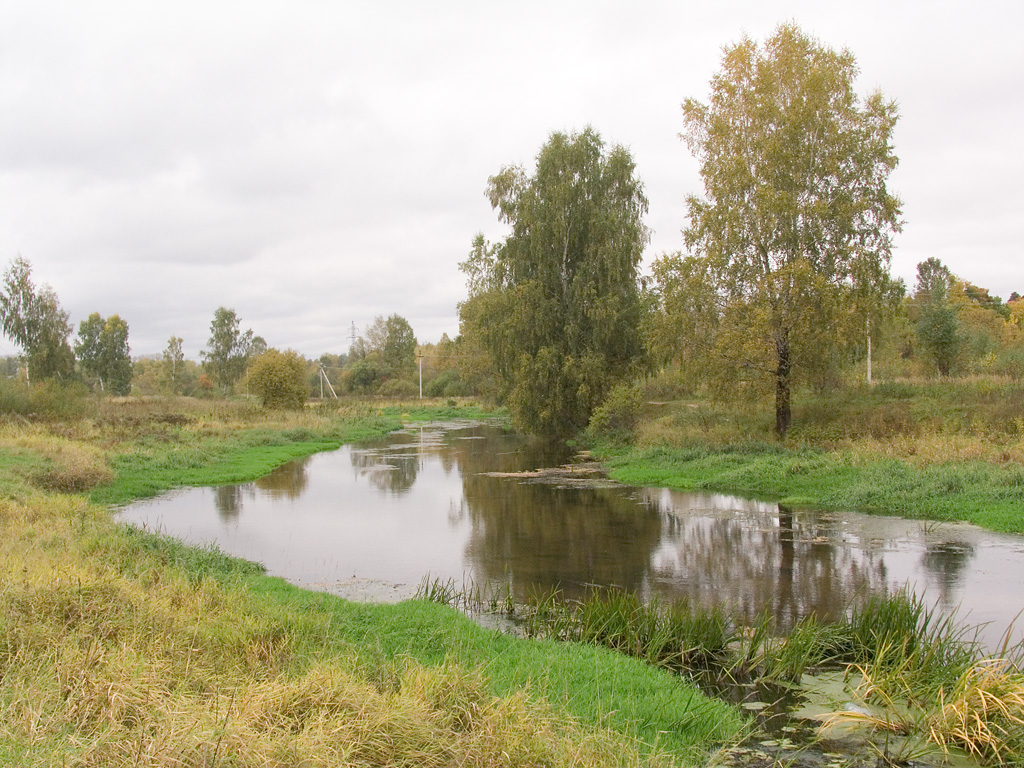
烏恰河

烏恰河是俄羅斯的河流，位於莫斯科州內，屬於克利亞濟馬河的左支流，在曉爾科沃注入克利亞濟馬河，河道全長42公里，流域面積605平方公里，河畔城鎮有普希金諾和伊萬捷耶夫卡。